# ラジェンドラ・ビクラム・シャハ
ラジェンドラ・ビクラム・シャハ（Rajendra Bikram Shah、1813年12月3日 - 1881年7月10日）は、ネパール王国の第5代君主（在位：1816年 - 1847年）。

## 生涯
1813年12月3日 、ギルバン・ユッダ・ビクラム・シャハの息子として生まれた。
1816年、父王のギルバン・ユッダの死去により、3歳で即位する。
1842年、皇太子スレンドラの素行不良を理由にカトマンズで人々が決起し、その統治権停止を要求し、困惑したラジェンドラは第二正妃ラージャ・ラクシュミー・デビーに全権を委任した。ここから実に数年にわたる権力闘争が始まったが、王はその間無力な存在であった。
1846年9月、王宮大虐殺事件が発生し、首相ファッテ・ジャンガ・シャハ以下多数の重臣が殺害され、ジャンガ・バハドゥル・クンワルが首相となった。
同年10月、バンダールカール事件の発生後、第二正妃とともにインドに亡命を余儀なくされる。クンワルは姓をラナと変え、その子孫は代々宰相としてネパールを支配し、ゴルカ朝は1951年までの104年間に渡り実権を失う（ラナ家の支配）。
1847年、ジャンガ・バハドゥル打倒の兵をあげたが、その軍勢は打ち破られ、ラジェンドラは逮捕された。その後、彼はバクタプルに投獄され、生涯をそこで過ごした。一時はカトマンズのハヌマン・ドーカ宮殿にもうつされた。
1881年7月10日、ラジェンドラはバクタプルで死亡した。